# Liste der Monuments historiques in Les Herbiers
Die Liste der Monuments historiques in Les Herbiers führt die Monuments historiques in der französischen Gemeinde Les Herbiers auf.

## Liste der Bauwerke
| Bezeichnung                          | Beschreibung | Standort                 | Kennzeichnung | Schutzstatus | Datum | Bild           |
| ------------------------------------ | ------------ | ------------------------ | ------------- | ------------ | ----- | -------------- |
| Abtei Notre-Dame de la Grainetière   |              | (Lage)                   | PA00110131    | Classé       | 1946  | weitere Bilder |
| Öffentliches Bad und Waschhaus       |              | Rue du Tourniquet (Lage) | PA00110132    | Inscrit      | 1980  | weitere Bilder |
| Schloss Ardelay                      |              | (Lage)                   | PA00110134    | Inscrit      | 1927  | weitere Bilder |
| Schloss Boistissandeau               |              | (Lage)                   | PA00110133    | Inscrit      | 1958  |                |
| Kirche Notre-Dame                    |              | (Lage)                   | PA00110135    | Inscrit      | 1927  |                |
| Manoir du Bignon                     | Herrenhaus   | (Lage)                   | PA00110136    | Inscrit      | 1987  |                |
| Moulins à vent du mont des Alouettes | Windmühle    | (Lage)                   | PA00110137    | Inscrit      | 1975  | weitere Bilder |